# フェンダー・プロディジー
プロディジー(Prodigy)はフェンダー社のエレクトリック・ギター。1991年にフェンダー社のスーパーストラトとして発売された。1993年まで製造。個体数は少ない。

## 解説
約2年間アメリカ合衆国のみで生産・販売されており、フェンダー社のエレクトリックギターの中で稀少な機種に分類される。ちなみにProdigyとは「神童」という意味であり、90年代初頭にアメリカでアイバニーズやジャクソンギターに人気を奪われたフェンダー社を救う新しいモデルと言う願いを込めて発表されたが、約2年後にフェンダー社より理由が明らかにされないまま製造中止される。現在にいたってはアメリカでも入手困難である。

## 仕様
プロディジーのスタンスはレオ・フェンダーの伝統的なデザインを踏襲しながらストラトキャスターの新たな可能性を引き出すことにあった。この点が他社や同社からの他のスーパーストラトとの大きな違いであろう。
ボディシェイプはストラトキャスターを基にしているが、オフセットボディーであり、カッタウェイも深いものとなっている。ヘッドストックの形も若干ストラトキャスターのものとは異なりスリムになっている。それに伴いピックガードなどのデザインもストラトキャスターから細かい変更がなされている。
トレモロ・ユニットもジャズマスターのフローティングトレモロシステムを基にしているがサドルの溝やサステインブロックの形状など細かい点でストラトキャスターのものと異なっている。
ピックアップは、フロントとミドルがシングルコイルになっており、これはストラトキャスターからの継承であり、リアはハムバッカーでギブソンのレスポールを彷彿させる仕上げになっている。全てのピックアップのトーンコントロールが可能であり、どのピックアップでもリズムとリードに対応できる仕様になっている。ストラトキャスターと比べるとハムバッカーにより繰り出される太い音が出す事が可能であるが、鋭い伝統的なシングルコイルによる繊細な音も出せるのが特徴である。